# Елизабета Баварска (1383 – 1442)
Елизабета Баварска (на немски: Elisabeth von Bayern-Landshut, die „Schöne Else“; * 1383; † 13 ноември 1442, Ансбах) от династията на Вителсбахите, е първата курфюрстиня на Бранденбург от 1415 г.

## Живот
Дъщеря е на херцог Фридрих от Бавария-Ландсхут (1339 – 1393) и втората му съпруга Мадалена Висконти, дъщеря на Бернабо Висконти.
Елизабета се омъжва на 18 септември 1401 г. за Фридрих VI фон Хоенцолерн (1371 – 1440), бургграф на Нюрнберг, който през 1415 г. е издигнат като Фридрих I на курфюрст на Бранденбург. Тя го замества по време на дългото му отсъствие. Той умира на 20 септември 1440 г. в замък Кадолцбург при Нюрнберг. Чрез нейният трети син Албрехт Ахилес тя става прамайка на хоенцолернския кралски дом.

## Деца
Елизабета и Фридрих I имат 10 деца:
- Елизабет (1403 – 1449)

∞ 1. 1418/20 херцог Лудвиг II от Лигниц и Бриг (1380/5 – 1436)
∞ 2. 1438/39 херцог Венцел I от Чешин (1413/18 – 1474)
- Йохан Алхимист (1406 – 1464), отказва се от правата на първороден 1437, маркграф на Бранденбург-Кулмбах

∞ 1416 принцеса Барбара от Саксония-Витенберг (1405 – 1465)
- Цецилия (1405 – 1449)

∞ 1423 херцог Вилхелм I от Брауншвайг-Волфенбютел (1392 – 1482)
- Маргарета (1410 – 1465)

∞ 1. 1423 херцог Албрехт V от Мекленбург (1397 – 1423)
∞ 2. 1441 херцог Лудвиг VIII от Бавария-Инголщат (1403 – 1445)
- Магдалена (1412 – 1454)

∞ 1426 херцог Фридрих II от Брауншвайг-Люнебург (1418 – 1478)
- Фридрих II Железния зъб (1413 – 1471), курфюрст на Бранденбург

∞ 1446 принцеса Катарина от Саксония (1421 – 1476)
- Албрехт III Ахилес (1414 – 1486), курфюрст на Бранденбург

∞ 1. 1446 принцеса Маргарета фон Баден (1431 – 1457)
∞ 2. 1458 принцеса Анна от Саксония (1437 – 1512)
- Софи (1416 – 1417)
- Доротея (1420 – 1491)

∞ 1432 херцог Хайнрих IV от Мекленбург (1417 – 1477)
- Фридрих Младши (1424 – 1463), наричан също Мазния, господар на Алтмарк 1447

∞ 1449 принцеса Агнес от Померания (1436 – 1512)